# Mario Tennis
Mario Tennis (マリオテニス６４? Mario Tennis 64) è un videogioco sportivo sviluppato da Camelot Software Planning e pubblicato nel 2000 da Nintendo per Nintendo 64. Secondo titolo della serie Mario Tennis, costituisce un seguito tridimensionale di Mario's Tennis per Virtual Boy. È stato pubblicato su Virtual Console per Wii e Wii U.
Il videogioco introduce il personaggio di Waluigi come controparte malvagia di Luigi e partner di Wario. Del videogioco è stata realizzata una versione per Game Boy Color dal gameplay simile, intitolata sempre Mario Tennis. Complessivamente il gioco ha venduto 2,32 milioni di copie.

## Trama
Mario, Luigi e i loro amici partecipano ad un concorso di tennis con Toad come annunciatore e una gigantesca coppa che spetterà al vincitore. Tuttavia Wario e Waluigi interrompono la gara con lo scopo di battere Mario ed il fratello per vincere il trofeo per poi trovarsi di fronte a Bowser ed un Boo che arrivano a quell'improvviso per chiedere di partecipare anch'egli come se fosse un modo per riflettere che ciò che è importante in uno sport è partecipare. Così Mario, Luigi, Wario e Waluigi vengono acclamati dai loro compagni, ma una Bob-omba entra in scena esplodendo dinanzi ai giocatori.

## Modalità di gioco
Vi sono due modalità di gioco, single player e multiplayer, da uno a quattro giocatori.
Per quanto riguarda la prima opzione ci si può cimentare nelle seguenti sezioni: 
- Esibizione (Exhibition): Equivale a una partita amichevole.

Può essere giocato sia in singolo che in doppio su diversi campi.
- Torneo (Tournament): Si disputa per vincere la coppa fungo, la coppa fiore o la coppa stella.

Più avanti si va nei tornei, più la CPU si farà difficile.
Alla fine di ogni torneo, si possono trovare delle sequenze animate che mostrano la vittoria del proprio giocatore.
- Tiro agli anelli (Ring Shot): È diviso in varie sezioni il loro scopo è tirare la pallina dentro a degli anelli dorati e collezionare durante il match più anelli possibili, entro i corpi prestabiliti.
- Bowser Match: Una partita nel campo speciale dell'acerrimo nemico di Mario dove si possono utilizzare power-up che discendono direttamente da Mario Kart 64 (Fulmine, Stella, funghi, gusci di tartaruga, ecc.).

Il campo dove si disputa la partita è addirittura dondolante. 
- Piranha Match: Un allenamento in cui le piante carnivore prendono il posto delle macchinette spara-palline; se il giocatore riuscirà a respingere cinquanta palline sbloccherà un campo speciale giocabile in questa modalità.

## Personaggi
- Mario - Tipo Versatile
- Luigi - Tipo Versatile
- Peach - Tipo Tecnico
- Baby Mario - Tipo Veloce
- Yoshi - Tipo Veloce
- Donkey Kong - Tipo Potenza
- Paratroopa - Tipo Astuto
- Donkey Kong Jr. (Sbloccabile) - Tipo Potenza
- Wario - Tipo Potenza
- Waluigi - Tipo Tecnico
- Daisy - Tipo Tecnico
- Toad - Tipo Tecnico
- Strutzi - Tipo Veloce
- Bowser - Tipo Potenza
- Boo - Tipo Astuto
- Tipo Timido (Sbloccabile) - Tipo Tecnico

Questi 4 personaggi sono ottenibili collegando il Nintendo 64 al Game Boy Color.
Non possono essere giocati in Virtual Console su Wii e Wii U,anche se i loro
file esistono ancora nel gioco:
- Alex - Tipo Veloce
- Harry - Tipo Versatile
- Nina - Tipo Versatile
- Kate - Tipo Versatile

Ogni personaggio ha la sua particolarità, per esempio Boo e Paratroopa possono volare.
Si possono effettuare diversi tipi di tiro, palle corte che risultano comode in molte situazioni, tiri speciali che variano a seconda del personaggio e tantissime altre combinazioni.